# Nadajnik radiowy
Nadajnik radiowy – urządzenie elektroniczne służące do wytwarzania energii elektromagnetycznej wielkiej częstotliwości, przystosowanej do celów łączności za pośrednictwem fal radiowych. Nadajnik składa się z generatora drgań elektrycznych wielkiej częstotliwości, wzmacniaczy wielkiej częstotliwości, wzmacniaczy małej częstotliwości, modulatora (modulacja) oraz urządzeń pomocniczych (np. zasilacza, urządzeń rozrządczych).
W zależności od częstotliwości przebiegu nośnego oraz długości fali radiowej rozróżnia się nadajniki: długo-, średnio-, krótkofalowe i najczęściej spotykane – ultrakrótkofalowe.
W zależności od przeznaczenia rozróżnia się m.in.: nadajniki radiofoniczne, nadajniki telewizyjne, nadajniki radiokomunikacyjne, nadajniki radiolokacyjne.

## Podstawowe parametry nadajników
- rodzaj emisji
- użyteczna moc wyjściowa
- dokładność oraz stabilność częstotliwości roboczej
- czystość widmowa emitowanego sygnału
- impedancja wyjściowa